# Phanthog
Phanthog, auch bekannt als Phantog oder Pan Duo (chinesisch 潘多), (geboren 1939 in Gongbo'gyamda, Nyingchi, Tibet; gestorben 31. März 2014 in Wuxi, Jiangsu) war eine chinesische Bergsteigerin aus Tibet. Sie war die erste Frau, die den Mount Everest über die Nordroute bestieg, die erste Chinesin, die den Gipfel erreichte, und die zweite Frau auf dem Gipfel nach der Japanerin Junko Tabei.

## Biographie
Phanthog wurde 1939 in eine Familie von Leibeigenen auf dem Land in Tibet geboren. Als sie acht Jahre alt war, starb ihr Vater, und sie musste schwere körperliche Arbeit verrichten, um die Familie zu unterstützen: „Als ich 13 Jahre alt war, musste ich jeden Tag mehr als zehn Stunden lang 30 bis 35 Kilogramm schwere Güter über gewundene Straßen im Himalaya tragen“, berichtete sie später. Im Alter von 20 Jahren wurde sie aufgrund ihrer körperlichen Stärke für die chinesische Mannschaft der Bergsteigerinnen ausgewählt. Am 7. Juli 1959 bestieg sie den 7509 Meter hohen Muztagata in Xinjiang und stellte damit einen neuen Höhenrekord für weibliche Bergsteiger auf.
Die Expedition auf den Mount Everest startete mit insgesamt neun Teilnehmern am 17. Mai 1975. Als sie das Hochlager auf 8300 Metern über dem Meeresspiegel erreichte, mussten zwei Bergsteigerinnen und sieben Bergsteiger, die an Höhenkrankheit litten, durch neue Leute ersetzt werden. Phanthog blieb als einzige Frau dabei und begann den letzten Teil des Aufstiegs am 26. Mai. Sie kam am 27. Mai um 14.30 Uhr auf dem Gipfel an, gemeinsam mit acht männlichen Bergsteigern. Das Team blieb 70 Minuten lang auf dem Gipfel des Everest. Messungen des Teams ergaben eine Gipfelhöhe von 8848,13 Metern. Phanthog verbrachte sieben Minuten damit, ein EKG an sich durchzuführen. Sie erreichte den Gipfel des Everest nur elf Tage nach der Besteigung durch Junko Tabei über die Südroute.
Anschließend diente Phanthog fünf Amtszeiten lang als Abgeordnete im Nationalen Volkskongress und wurde 1981 stellvertretende Direktorin der Sportverwaltung von Wuxi. Im Alter von 70 Jahren kehrte sie 2008 zum Everest zurück, indem sie zum nördlichen Everest-Basislager im Rongpu-Tal in 5200 Meter aufstieg, um die Olympischen Sommerspiele 2008 in Peking zu feiern. Sie war eine von acht ehemaligen Athleten, die bei der Eröffnungsfeier der Spiele die olympische Fahne im Stadion trugen. 2009 wurde sie von der chinesischen Zentralverwaltung des Sports als eine der 60 einflussreichsten chinesischen Sportlerinnen seit der Gründung der Volksrepublik China im Jahr 1949 geehrt.
Phanthog starb am 31. März 2014 im Alter von 75 Jahren an den Folgen eines Diabetes.

## Persönliches
Phanthog war mit Deng Jiashan verheiratet, politischer Kommissar der chinesischen Bergsteigernationalmannschaft und späterer Schuldirektor in Wuxi. Ihr Mann begleitete sie 1975 auf der Everest-Expedition, erreichte jedoch nicht den Gipfel. Das Paar hatte drei Kinder.